# 薇塔與弗吉尼亞
《薇塔與弗吉尼亞》（英語：Vita & Virginia）是一部於2018年上映的英國傳記愛情電影，由錢婭·波頓執導，艾琳·阿特金斯編劇，杰玛·阿特登、伊莉莎白·戴比基和伊莎貝拉·羅塞里尼主演。
影片於2018年9月7日在多倫多國際影展舉行全球首映。

## 演員
| 演員                                  | 角色                                             | 備註  |
| 杰玛·阿特登 Gemma Arterton            | 薇塔·薩克維爾-維斯特 Vita Sackville-West         | [ 2 ] |
| 伊莉莎白·戴比基 Elizabeth Debicki     | 弗吉尼亞·吳爾夫 Virginia Woolf                   | [ 2 ] |
| 伊莎貝拉·羅塞里尼 Isabella Rossellini | 薩克維爾-維斯特夫人（薇塔的母親） Lady Sackville | [ 2 ] |
| 魯伯·潘瑞-瓊斯 Rupert Penry-Jones     | 哈洛德·尼可森 Harold Nicolson                    | [ 2 ] |
| 彼得·费迪南多 Peter Ferdinando        | 連納德·吳爾夫 Leonard Woolf                      | [ 2 ] |

## 製作
2017年2月8日，報道稱杰玛·阿特登和伊娃·格蓮將主演一部關於英國女作家維吉尼亞·吳爾芙的傳記電影。5月，伊娃·格蓮因拍攝檔期衝突辭演了本影片，計劃由安德麗亞·瑞斯波羅格接替出演。但是最終女主角維吉尼亞·吳爾芙確定由伊莉莎白·戴比基飾演。
2017年9月，影片在愛爾蘭都柏林開始主體拍攝。

## 宣傳與發行
2018年9月7日，影片在多倫多國際影展舉行全球首映。

## 資料來源
1. ↑  . 多倫多國際影展.   [2018年8月24日] （美国英语）.
2. 1 2 3 4 5 6  Evry, Max. . ComingSoon.net. 2017年11月1日  [2018年8月24日]. （原始内容存档于2018-09-19） （美国英语）.
3. ↑  Staff, Variety. . Variety. 2017年2月8日  [2018年8月24日]. （原始内容存档于2018-07-10） （美国英语）.
4. ↑  Pulver, Andrew. . The Guardian. 2017年2月10日  [2018年8月24日]. （原始内容存档于2018-07-10） （美国英语）.
5. ↑  Bamigboye, Baz. . Mail Online. 2017年5月19日  [2018年8月24日]. （原始内容存档于2019-08-28） （美国英语）.
6. ↑  . Mail Online. 2017年9月19日  [2018年8月24日]. （原始内容存档于2017-12-22） （美国英语）.
7. ↑  Kay, Jeremy. . Screen International. 2018年8月14日  [2018年8月24日]. （原始内容存档于2019-03-23） （美国英语）.

## 外部連結
- 互联网电影数据库（IMDb）上《薇塔與弗吉尼亞》的资料（英文）